# Loyalty Partner
Die Loyalty Partner GmbH mit Sitz in München ist eine Management-Holding, deren Tochtergesellschaft PAYBACK GmbH das Bonusprogramm PAYBACK betreibt. Eine weitere Tochtergesellschaft, die Loyalty Partner Solutions, wickelt die Kundenkarte BahnCard mit den Programmen bahn.bonus und bahn.bonus comfort sowie das Miles & More der Deutschen Lufthansa AG ab. Payback verwaltet die Kundendaten von Partnerfirmen, die letztere beispielsweise für Marketing-Zwecke oder zur Überprüfung der Wirksamkeit von Werbung nutzen können. Das Unternehmen bietet weitere Dienstleistungen im Bereich Kundenmanagement an.

## Geschichte
1998 gründete Alexander Rittweger mit drei Mitarbeitern das Unternehmen Loyalty Partner. Inspiriert durch seine Beratertätigkeit für die Lufthansa und ihr Vielfliegerprogramm Miles & More folgte er damit der Vision eines branchen- und medienübergreifenden Bonusprogramms für Handel und Dienstleistung.  Seit August 2008 agiert Payback als rechtlich selbständige Gesellschaft.
Loyalty Partner ist seit 2011 ein Tochterunternehmen des internationalen Kreditkartenanbieters American Express. Die Expertise im Bereich Kundenmanagement stellt Loyalty Partner auch anderen Unternehmen zur Verfügung und bietet IT-Lösungen für den Betrieb von Bonusprogrammen. Zu den Kunden von Loyalty Partner gehören unter anderem die Deutsche Bahn und Miles & More.

## Gesellschafter
Gesellschafter sind AMEX Global Holdings CV und Alexander Rittweger und Management. Loyalty Partner ist ein Tochterunternehmen von American Express und Know-how-Träger für Marketing- und Couponing-Plattformen innerhalb des American-Express-Konzerns. Mit der Partnerschaft entstand eines der führenden Kundenbindungs-Management-Unternehmen weltweit.

## Tochterunternehmen

### PAYBACK GmbH
Die PAYBACK GmbH betreibt das deutsche Bonusprogramm Payback und ist unter anderem in  Österreich, Polen und Italien aktiv.
Das Multipartner Bonusprogramm Payback arbeitet mit Partnerunternehmen wie Aral, Apollo-Optik, dm-drogerie markt und Edeka zusammen. Heute umfasst das Bonusprogramm über 680 Handels- und Online-Unternehmen.

### Loyalty Partner Solutions GmbH
Loyalty Partner Solutions bietet folgende Leistungen: Beratung, Entwicklung, Implementierung und Betrieb von Kundenmanagement-Lösungen, sowie die Abwicklung komplexer CRM-Prozesse. Der Branchenfokus liegt in den Bereichen Retail, Travel und Transportation.

## Auszeichnungen
- „Top Arbeitgeber Deutschland“, 2019 zum 13. Mal in Folge[6][7]
- Auszeichnung „Deutschlands kundenorientierteste Dienstleister“[8]
- Auszeichnung Fair Company.[9]
- Loyalty Awards 2015 für die Payback GmbH, Tochterunternehmen der Loyalty Partner[10]

## Kritik
2000 erhielt das Unternehmen den Datenschutz-Negativpreis Big Brother Award in der Kategorie Business und Finanzen

„für die Payback Karte, ein Bonuspunkte-Sammelsystem. Payback kommt als Rabattkarte daher, dient aber einzig dazu, personalisierte Daten zum Kaufverhalten von Tausenden von Verbraucherinnen und Verbrauchern zu gewinnen und kommerziell zu nutzen, ohne daß diese darüber informiert werden.“